# SNARE COVER
SNARE COVER（スネアカバー）は、斎藤洸（さいとうたけし、G/vo）によるロックバンド（現在はソロプロジェクト）。札幌を中心に活動。インディーズバンドのための世界最大のコンテスト、エマージェンザ・ミュージック・フェスティバル2017年日本大会優勝者。

## 活動履歴
2001年、当時高校3年生だった斎藤洸を中心に結成。幾度かのメンバーの入れ替わりを経て、2016年10月以降は斎藤のソロプロジェクトとして活動している。札幌を中心に東京、大阪などでもライヴを行っている。
2008年、1stミニアルバム『シアン』リリース。北海道テレビ放送主催の「夢チカLIVE」に出演。
2011年、2ndミニアルバム『ファンシー』、2012年、3rdミニアルバム『PILGRIM』リリース。
2013年、北海道テレビ放送『水曜どうでしょう』DVD第19弾『試験に出るどうでしょう 石川・富山編 四国八十八か所?』にSNARE COVERのシークレット映像が収録される。
2015年、斎藤のソロEP『遺産』、2016年、EP『地球』リリース。
2017年4月30日リリースの島みやえい子のオムニバス『Eko Parfait えこパフェ』に楽曲『地球』提供。島みやえい子版カバーが収録されている。7月7日より東京MX他で放送中のアニメ『メイドインアビス』第1話、第8話、第9話に劇伴を提供。7月8日、バンドコンテストのエマージェンザ・ミュージック・フェスティバル日本大会にて、地方ベースかつソロアーティストとして初めて優勝。同コンテストではこの他、ドイツ大使館特別賞、kampsite賞を受賞し、三冠を達成。8月13日、ドイツ・ローテンブルクで開催されたタウバタールフェスティバルでの2017年度エマージェンザ・ミュージック・フェスティバル世界大会にて4位入選。ベストシンガー賞を受賞。
2019年1月4日公開のアニメ『メイドインアビス』の映画版『劇場版総集編【前編】メイドインアビス 旅立ちの夜明け』および同18日公開の『劇場版総集編【後編】メイドインアビス 放浪する黄昏』の挿入歌を担当。特に後編「放浪する黄昏」ではエンディングテーマ『reBirth』で歌唱ののみならず制作にも携わっている。5月15日、4thミニアルバム『birth』リリース。表題曲はアニメ『メイドインアビス』後編「放浪する黄昏」エンディングテーマ『reBirth』のセルフ・カバー。

## エピソード
カラスに襲われ、瀕死の状態であった子猫わさびちゃんの保護主夫妻のうちの「父さん」として知られる。懸命に生きようとするわさびちゃんと、斎藤と妻が無心で介護を続けた日々を描いた『ありがとう！わさびちゃん』（小学館）はベストセラーとなった。わさびちゃん亡き後も、野良猫の保護活動に尽力し続けており、その様子は『わさびちゃんちの一味ちゃん』『わさびちゃんちのぽんちゃん保育園』『わさびちゃんとひまわりの季節』（以上、小学館）といった書籍に綴られている。
バンドマンとしてのクールな一面とは裏腹に、わさびちゃんちの「父さん」としての斎藤は大変な犬猫好きとして知られ、自身のInstagramのアカウントなどで飼い犬や飼い猫、保護猫たちへの溺愛ぶりを披露している。
甘いおやつがない時は砂糖を舐めてしまうほどの甘党。本人曰く右の鼻からよく鼻血が出るらしい。

## ディスコグラフィー

### シングル
| 発売日        | タイトル | 規格品番 | 収録曲 | 備考               |
| ------------- | -------- | -------- | ------ | ------------------ |
| 2017年4月26日 | 地球     | FIST-060 | 全2曲  | タワーレコード限定 |

### 配信限定シングル
| 発売日         | タイトル                             |
| -------------- | ------------------------------------ |
| 2013年9月16日  | Tomoshibi meets SHIZUKA KANATA       |
| 2017年4月26日  | 地球                                 |
| 2022年3月26日  | 私らしく、僕らしくー井手上漠のことー |
| 2023年7月26日  | Hourglass                            |
| 2023年10月11日 | Wedding Bell                         |
| 2024年1月31日  | NoRoShi（先行配信）                  |

### アルバム
|            | 発売日        | タイトル   | 規格品番 | 収録曲 | 備考                       |
| ---------- | ------------- | ---------- | -------- | ------ | -------------------------- |
| 1st mini   | 2008年9月3日  | シアン     | FIST-012 | 全5曲  | FIST                       |
| 2nd mini   | 2011年3月9日  | ファンシー | FIST-018 | 全6曲  | FIST                       |
| 3rd mini   | 2012年12月5日 | PILGRIM    | FIST-028 | 全6曲  | FIST                       |
| 4th mini   | 2019年5月15日 | birth      | UXCL-205 | 全7曲  | サンバフリー               |
| デジタルEP | 2024年2月14日 | NoRoShi    |          | 全6曲  | ビクターエンタテインメント |